# Sofrino
Sofrino (ros. Софрино) – osiedle typu miejskiego w Rosji, w obwodzie moskiewskim. W 2020 liczyło 14 504 mieszkańców.